# Стрілець Руслан Олександрович
Стрілець Руслан Олександрович (нар. 30 червня 1984 року, Дніпро) — український державний службовець, Міністр захисту довкілля та природних ресурсів (2022-2024), заступник Міністра (з липня 2020 року). Тимчасово виконував обов'язки Міністра захисту довкілля та природних ресурсів (від 4 листопада 2021 року). До цього 12 років обіймав керівні посади у Дніпропетровській ОДА.

## Кар'єра
Народився 30 червня 1984 року в Дніпрі.
У 2006 році закінчив Дніпропетровський національний університет ім. О.Гончара за спеціальністю «Міжнародна економіка». У 2007—2012 роках обіймав посади головного спеціаліста, заступника начальника відділу в Дніпропетровській облдержадміністрації.
У 2011 році закінчив Дніпропетровський державний університет внутрішніх справ за спеціальністю «Правознавство». З 2012 по 2014 рік був заступником начальника Державного управління охорони навколишнього природного середовища в Дніпропетровській області, а у 2014−2015 роках — в.о. директора департаменту екології та природних ресурсів Дніпропетровської ОДА. Екоактивісти звинувачували Стрільця у неефективному використанні коштів, що призвело до критичної ситуації із забрудненням навколишнього середовища у області.
У 2015 році балотувався у Дніпропетровську обласну раду 7-го скликання від партії «Блок Петра Порошенка», але не був обраний.
У 2016 році закінчив Придніпровську державну академію будівництва та архітектури за спеціальністю «Екологія та охорона навколишнього середовища». З 2015 по 2019 рік обіймав посаду директора департаменту екології та природних ресурсів Дніпропетровської ОДА.
У 2019 році закінчив Дніпропетровський регіональний інститут державного управління Національної академії державного управління при Президентові України за спеціальністю «Публічне управління та адміністрування», у тому ж році був призначений на посаду заступника директора Департаменту з питань управління відходами, екологічної безпеки та переходу до кругової економіки в Міністерстві енергетики та захисту довкілля України.
З липня 2020 року є заступником Міністра захисту довкілля та природних ресурсів України в уряді Дениса Шмигаля. Курує питання цифрового розвитку, цифрових трансформацій і цифровізації. З грудня 2020 року — член Комісії з біобезпеки та біологічного захисту при Раді національної безпеки і оборони України.

### Міністр
Після того як Роман Абрамовський подав у відставку з посади міністра, з листопада 2021 року тимчасово виконує обов'язки Міністра захисту довкілля та природних ресурсів. На посаду Міністра захисту довкілля та природних ресурсів України призначений 14 квітня 2022 року .
Під час роботи Руслана Стрільця на посаді заступника міністра з питань цифрового розвитку один із ключових напрямів діяльності міністерства – реалізація програми Президента цифрова держава. Руслан Стрілець розпочав роботу над запуском єдиної екологічної державної платформи «ЕкоСистема». У травні 2022 року Руслан Стрілець повідомив про запуск офіційного ресурсу та мобільного додатку ЕкоЗагроза.
У вересні 2022 р. Руслан Стрілець разом із головами Київської ОВА, Бориспільської, Броварської та Фастівської громад підписали меморандум про співпрацю й партнерство у сфері управління відходами. За словами міністра – після ухвалення профільного закону – це перший конкретний практичний кейс реалізації реформи
Україна вперше під час Кліматичного саміту СОР27 мала свій національний павільйон, де за весь період СОР27 було проведено 30 заходів. Анонсував запуск в Україні кліматичного офісу
Україна представлена делегацією на чолі із Русланом Стрільцем під час Африканського кліматичного саміту.
3 вересня 2024 року подав до Верховної Ради заяву про відставку, також у відставку подали міністр юстиції Денис Малюська та міністр з питань стратегічних галузей промисловості Олександр Камишін. 4 вересня 2024 року Верховна рада 244 голосами підтримала звільнення Стрільця.